# Secretaria do Mercosul
A Secretaria do MERCOSUL (SM) é órgão que presta assessoria técnica aos outros órgão do Mercosul. Está foi criada em 1994 através do Protocolo de Ouro Preto.
Desde dezembro de 1996 ela esta situada em caráter permanente na cidade de Montevidéu, Uruguai.
Na sua concepção original o órgão foi criado apenas como órgão operacional responsável pela prestação de serviços aos demais órgãos do MERCOSUL.
Sendo estes:
- Arquivo oficial da documentação do MERCOSUL.
- Publicação e difusão das decisões adotadas no âmbito do MERCOSUL
- Organização dos aspectos logísticos das reuniões dos órgãos do MERCOSUL dentro e fora de sua sede permanente
- Informação regular aos Estados Partes sobre as medidas implementadas por cada país para incorporar em seu ordenamento jurídico as normas emanadas dos órgãos do MERCOSUL previstos no artigo 2º do Protocolo de Ouro Preto
- Outras tarefas solicitadas pelo Conselho do Mercado Comum, pelo Grupo Mercado Comum e pela Comissão de Comércio do MERCOSUL.

Entretanto desde 2002 a Secretaria do Mercosul, ganhou novas atribuições no Setor de Assessoria Técnica, dando uma abrangência mais macro ao órgão.
A Secretaria está dividida em três setores, de acordo com a Resolução GMC Nº 01/03 do Grupo Mercado Comum.

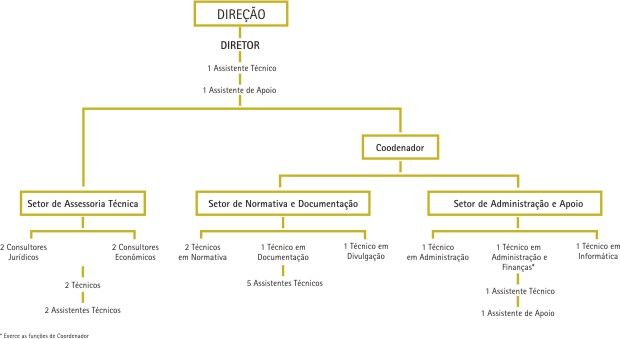
Organograma da SM, segundo a Resolução n. 1, de 2003